# (24779) Presque Isle
(24779) Presque Isle (1993 OD2) – planetoida z pasa głównego asteroid okrążająca Słońce w ciągu 4,19 lat w średniej odległości 2,6 j.a. Odkryta 23 lipca 1993 roku.